# Gábor Szabó (judoka)
Gábor Szabó (Budapest, 6 de diciembre de 1967) es un deportista australiano que compitió en judo. Ganó tres medallas de oro en el Campeonato de Oceanía de Judo entre los años 1992 y 1996.

## Palmarés internacional
| Campeonato de Oceanía | Campeonato de Oceanía      | Campeonato de Oceanía | Campeonato de Oceanía |
| Año                   | Lugar                      | Medalla               | Categoría             |
| --------------------- | -------------------------- | --------------------- | --------------------- |
| 1992                  | Wellington (Nueva Zelanda) | Medalla de oro        | –71 kg                |
| 1994                  | Sídney (Australia)         | Medalla de oro        | –78 kg                |
| 1996                  | Wellington (Nueva Zelanda) | Medalla de oro        | –78 kg                |